# Fritz Vogt
Fritz Vogt (* 5. Juli 1916 in Hagen-Vorhalle; † 10. April 1996 in Lüdenscheid) war ein deutscher Politiker (FDP).

## Leben
Nach dem Abitur am Realgymnasium in Hagen studierte Vogt Rechtswissenschaften in Köln, Königsberg, Kiel und Marburg. Zum 1. Mai 1937 trat er der NSDAP bei, November 1937 schloss er sich der SS an. Im Zweiten Weltkrieg war er Soldat, anschließend Referendar und Assessor. Im Jahr 1949 wurde Vogt in Marburg zum Dr. jur. promoviert. Ab 1950 war er als Rechtsanwalt (ab 1953<!- ? --> in Hagen) und ab 1956 als Notar in Lüdenscheid tätig. 
Seit 1960 war Vogt Mitglied der FDP und ab 1966 zunächst Vorstand des Bezirksverbandes Westfalen-West und von 1968 bis 1978 stellvertretender Vorsitzender. 1969 wurde er Schatzmeister des Bezirksverbandes, 1970 stellvertretender Bezirksvorsitzender. Außerdem war er von 1971 bis 1974 Vorsitzender der Kreispartei Lüdenscheid und von 1974 bis 1978 in derselben Funktion im neuen märkischen Kreis. Seit 1972 war Vogt auch Mitglied im Landesvorstand der Partei. Von 1961 bis 1970 war er in Lüdenscheid Ratsmitglied und stellvertretender Fraktionsvorsitzender und von 1969 bis 1971 Mitglied des Kreistages Lüdenscheid und ebenfalls stellvertretender Fraktionsvorsitzender. Vogt gehörte dem Landtag von Nordrhein-Westfalen von 1970 bis 1980 an. Ab 1970 war er Landtagsvizepräsident. 
Neben seiner politischen Tätigkeit machte sich Vogt verdient um die Gründung und Ansiedlung der Fernuniversität Hagen und wurde daher 1991 zum Ehrensenator der Universität ernannt.
Fritz Vogt war verheiratet und hatte ein Kind.

## Ehrungen
- 1973: Bundesverdienstkreuz 1. Klasse
- 1980: Großes Verdienstkreuz der Bundesrepublik Deutschland